# Sistem de gestiune a bazelor de date
Sistemele de gestiune a bazelor de date (în engleză: "database management system"), abreviat SGBD, reprezintă totalitatea programelor utilizate pentru crearea, interogarea și întreținerea unei baze de date. Include două categorii de module: module care sunt comune cu cele ale sistemelor de operare ale calculatoarelor și module cu funcții specifice bazei de date. Subsistemele monitor conțin programele de control al perifericelor și sistemul de gestiune a fișierelor. Subsistemele externe sunt alcătuite din procesorul de definiție și programul de administrare. Alături de acestea există programe de descriere a bazei de date și cereri de prelucrare.Între utilizator și sistem există două interfețe: definirea bazei de date și utilizarea bazei de date. Definirea unei baze de date se execută sub controlul procesorului de definiție (PD), capabil să prelucreze programe de descriere, formulate folosind limbaje specializate cunoscute sub denumirea de limbaje de definiție a datelor (LDD).